# Sugestão
No campo da psicologia, a sugestão (do latim suggestione) é a influência que um indivíduo exerce sobre o poder de decisão de um ou mais indivíduos. Quando acontece sob efeito de hipnose, é chamada de sugestão hipnótica.

## Histórico
Segundo os filólogos Oscar Bloch e Walther von Wartburg, o termo "sugestão" apresenta uma conotação pejorativa desde seu aparecimento em 1174. O termo é associado às ideias de bruxaria e de práticas diabólicas. A mesma coisa ocorre com o verbo "sugerir" aparecido no fim do Século XV. Em suas "Meditações  sobre o evangelho", Jacques-Bénigne Bossuet denuncia as "sugestões do demônio". Foi necessário chegar ao meio do Século XIX  para que Émile Littré notasse que a sugestão, às vezes, tem um sentido positivo.

### Sugestão e Hipnose
Mencionada pelo médico James Braid a propósito da hipnose, depois por Ambroise-Auguste Liébeault, a sugestão foi, sobretudo, definida e colocada no centro do processo psicoterápico por Hippolyte Bernheim. Em 1884, Bernheim definiu-a como "ato pelo qual uma ideia é introduzida no cérebro e por ele aceite". Segundo Bernheim, Joseph Delbœuf e os outros membros da Escola de Nancy (também chamada Escola da Sugestão), é a sugestão que explica a hipnose, e não um fenômeno fisiológico qualquer.
Eles opuseram-se assim a Jean-Martin Charcot e Pierre Janet, da Escola da Salpêtrière. Nesta polêmica opondo as duas escolas, Janet declarou, em 1889: "não estou disposto a acreditar que a sugestão possa explicar tudo e, particularmente, que ela mesma possa se explicar".
Porém Janet e Bernheim estavam de acordo com a ideia segundo a qual a sugestionabilidade não era obrigatoriamente ligada à hipnose. Janet escreveu, no seu livro "O automatismo psicológico", que "a sugestionabilidade podia ser total fora do sonambulismo; e talvez pudesse estar completamente ausente num estado de sonambulismo completo". Então, Bernheim deduziu, em 1891, que a psicoterapia sugestiva atuava tão bem ou até melhor sem hipnose. Encontramos uma ideia análoga em Milton Erickson, para quem a hipnose podia muito bem ocorrer sem ritual hipnótico.
O  farmacêutico Émile Coué, autor do célebre método conhecido como "método Coué", aprendeu as técnicas de sugestão de Liébeault e Bernheim em 1885.

### Sugestão e Psicanálise
Na polêmica que opôs seus dois professores, Bernheim e Charcot, Sigmund Freud defendeu uma posição próxima da Escola da Salpêtrière. Em 1921, voltando a falar do assunto, ele declarou que sua resistência à tirania da sugestão levou-o a se revoltar contra o fato de que a sugestão, que explicaria tudo, não precisaria ser explicada.